# دونالد كاميرون
دونالد كاميرون (13 يناير 1908 - 8 مارس 1990) (بالإنجليزية: Donald Cameron)‏ هو لاعب كريكت نيوزلندي.